# Conus milneedwardsi
Conus milneedwardsi (nomeada, em inglês, Glory of India Cone; na tradução para o português, "Conus glória da Índia"; no passado denominada Drap d'Or Pyramidal, significando "pano da pirâmide de ouro", em francês) é uma espécie de molusco gastrópode marinho predador do gênero Conus, pertencente à família Conidae. Foi classificada por Félix Pierre Jousseaume em 1894, citada como CONUS MILNE-EDWARDSI (em caixa alta) no texto "Diagnoses des Coquilles de Nouveaux Mollusques"; publicado no Bulletin de la Société Philomathique de Paris, 8(6): 98-105; nomeada em homenagem a Alphonse Milne-Edwards, diretor do Museu de História Natural de Paris, França (onde está seu holótipo), e com sua localidade-tipo registrada em Adem. É nativa do oeste e noroeste do oceano Índico, entre a África Oriental e Andra Pradexe, na Índia (mas já fora citada para o mar da China Meridional); e já esteve entre as mais raras conchas do mundo, durante o século XX. Este Conus apresenta quatro subespécies registradas; uma delas descrita por Melvill & Standen, em 1899, como Conus clystospira (clystospira significando "pináculo ilustre") e citada como "uma das descobertas mais importantes do gênero durante o século XIX".

## Descrição da concha
Esta concha tem um elegante, afinado e alongado corpo cônico de, no máximo, 18.5 (quase 20) centímetros de comprimento, com espiral alta e angulosa em sua porção mais larga; e com sua volta final podendo ter duas vezes a uma vez e meia o tamanho da espiral. Sua coloração é de um marrom salpicado de manchas triangulares brancas e geralmente grandes, com áreas sem tais manchas, formando faixas, ou não (na subespécie Conus milneedwardsi lemuriensis), em sua superfície. Abertura dotada de lábio externo fino e interior branco, se alargando levemente, ou não, em direção à base (onde fica seu canal sifonal). Seu opérculo é diminuto, comparado com a extensão de sua abertura.

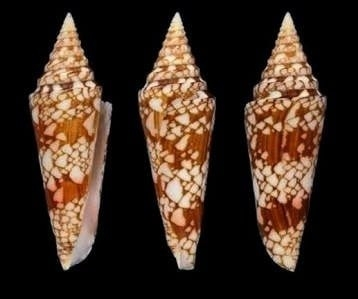
Três vistas de um espécime de C. milneedwardsi da coleção do Smithsonian Institution.

## Distribuição geográfica e raridade
Esta espécie é encontrada no oeste e noroeste do oceano Índico, entre a África Oriental e Andra Pradexe, na Índia (mas já fora citada para o mar da China Meridional); incluindo Comores, Mayotte, Madagáscar, Maurícia, Reunião, Seicheles e região sul do mar Vermelho. Vive em águas profundas, entre 50 a 200 metros, e já esteve entre as mais raras conchas do mundo, durante o século XX; agora considerada espécie pouco preocupante pela União Internacional para a Conservação da Natureza.

## Subespécies
C. milneedwardsi possui cinco subespécies, segundo o World Register of Marine Speciesː
- Conus milneedwardsi milneedwardsi - Descrita por Jousseaume em 1894; da África do Sul ao Mar Vermelho.[9][13]
- Conus milneedwardsi clytospira (ex Conus clytospira) - Descrita por Melvill & Standen em 1899; do Paquistão e oeste da Índia até Sri Lanka.[10][13][14]
- Conus milneedwardsi lemuriensis (ex Conus lemuriensis) - Descrita por Wils & Delsaerdt em 1989; das ilhas de Maurícia até Reunião.[11][13][15]
- Conus milneedwardsi eduardi (ex Conus eduardi) - Descrita por Delsaerdt em 1997; do sul do mar Vermelho.[6][12][16]